# Малък градски театър „Зад канала“
Малък градски театър „Зад канала“ е български театър. Основан е през 1990 година.
Сред актьорите в трупата на театъра са Ицко Финци, Анета Сотирова, Илка Зафирова, Ирини Жамбонас, Мария Сапунджиева, Христо Мутафчиев и други.
Първият му директор е режисьорът Борислав Чакринов, който обяснява символа на театъра по следния начин: „Ние взехме една хубава театрална метафора – жабата, която се превърнала в принц. Беше малко дръзко от наша страна да поставим короната от герба на София върху гърба на жабата. Но самото име на нашия театър е една полемика.“ От 1993 до 1995 директор на МГТ „Зад канала“ е Руси Чанев, а от 1995 г. насам – Бина Харалампиева.

## Университет за зрители
Инициативата на МГТ „Зад канала“ „Университет за зрители“ е замислена като начин да се приобщят младите хора към театралното изкуство и представя стъпка по стъпка изграждането на една постановка – първият прочит на пиесата, репетициите на маса и на сцена, декор, звуково оформление, осветление. От 2003 г. насам са осъществени вече 35 издания на Университета.

## Награди и номинации

### Награди на Съюза на артистите в България – Икар
- 1991
  - Петър Попйорданов – за млад актьор: Шенън в Нощта на игуаната
- 1996
  - Анета Сотирова – за поддържаща женска роля: Дафинка в Свекърва
- 1997
  - Мария Сапунджиева – за женска роля: Момичето в Таня, Таня
  - Явор Гърдев – за режисурата на Таня, Таня
  - Юрий Дачев – за пиесата Пансион за кучета
- 2005
  - Юрий Дачев – за драматургия: Портретът на Дориан Г. (Почтени убийства)
  - Христо Мутафчиев – за главна мъжка роля: Големанов в Големанов
  - Илия Раев – за поддържаща мъжка роля: Сорин в Чайка и Клиентът в Портретът на Дориан Г. (Почтени убийства)
- 2011
  - Ирини Жамбонас – за ролята на Ремей в Канкун, копродукция на Малък градски театър „Зад канала“ и Драматичен театър „Н.О. Масалитинов“ – Пловдив
- 2019
  - Весела Бабинова – за Поп-фолк певица в „Поп – фолк хроники: Бели птици и куршуми“ – вербатим спектакъл, режисьор и драматург Неда Соколовска

Номинации
- 1997
  - Илка Зафирова – за женска роля: Божана в Пансион за кучета
  - Георги Русев – за главна мъжка роля: Филип в Пансион за кучета
  - Василена Атанасова – за женска роля: Зина в Таня, Таня
- 1998
  - Мария Диманова – за сценографията на Живият труп
- 2000
  - Красимир Вълканов – за сценографията на Куцльото от забутания остров
  - Златина Тодева – за женска роля: Мами О'Дугъл в Куцльото от забутания остров
  - Владимир Пенев – за мъжка роля: Серж в Арт
  - Пламен Марков – за режисурата на Арт
  - Ирини Жамбонас – за поддържаща женска роля: Маша в Чайка
  - Антоний Аргиров – за дебют – млад актьор: Дориан в Портретът на Дориан Г. (Почтени убийства)
- 2002
  - Юрий Дачев – за драматургия на Салон за плач
- 2010
  - Леонид Йовчев – за дебют: Лейди Макбет, Яго и останалите роли в Мяра за мяра
  - Антоний Дончев – за музика: Красотата спи
- 2014
  - Александър Кадиев – за поддържаща мъжка роля: Клеант в Скъперникът
  - Владимир Пенев – за водеща мъжка роля: Арпагон в Скъперникът
  - Лилия Абаджиева – за режисура на Скъперникът

### Аскеер
- 1991
  - Невена Кавалджиева – за сценографията на Нощта на игуаната
- 1993
  - Ицко Финци – за цялостно творчество
- 1996
  - Илка Зафирова – за женска роля: Костанда в Свекърва
  - Мария Диманова – за сценографията на Ромео и Жулиета
  - Свекърва – за най-добър спектакъл
- 2003
  - Анета Сотирова – за женска роля: Жената в Без кожа
  - Илка Зафирова – за поддържаща женска роля: Бабата в Без кожа
- 2004
  - Петя Стойкова – за сценография на Големанов
- 2005
  - Ирини Жамбонас – за поддържаща женска роля: Маша в Чайка
- 2006
  - Георги Русев – за цялостно творчество
- 2007
  - Румен Цонев – за най-добър музикален спектакъл: Ритъм енд блус 1
- 2008
  - Атанас Атанасов – за водеща мъжка роля: Енрик Фонт в Шведска защита
- 2010
  - Асен Аврамов – за музика: Дама Пика
  - Филип Аврамов – за поддържаща мъжка роля: Игор Томски в Дама пика
- 2013
  - Илка Зафирова – за главна женска роля: Елизабет Лоу в Когато дъждът спря да вали

Номинации
- 1996
  - Анета Сотирова – за поддържаща женска роля: Дойката в Ромео и Жулиета
  - Петър Радевски – за музиката на Ромео и Жулиета
  - Ицко Финци – за поддържаща мъжка роля: Улрих Брендел в Розмерсхолм
  - Бойко Богданов – за режисурата на Свекърва
- 1997
  - Мариус Куркински – за мъжка роля: Василий Охлобистин в Таня, Таня
  - Никола Тороманов – за сценографията на Таня, Таня
- 1998
  - Илка Зафирова – за поддържаща женска роля: Ана Каренина в Живият труп
  - Бина Харалампиева – за режисурата на Живият труп
  - Вечеслав Парапанов – за сценографията на Mein Kampf
- 1999
  - Димитър Рачков – за мъжка роля: Вертер в Страданията на младия Вертер
  - Илка Зафирова – за поддържаща женска роля: Графиня фон Клопщок в Страданията на младия Вертер
  - Лилия Абаджиева – за режисурата на Страданията на младия Вертер
- 2000
  - Христо Мутафчиев – за мъжка роля: Куцльото Били в Куцльото от забутания остров
  - Арт – за най-добър спектакъл
- 2004
  - Светлана Янчева – поддържаща женска роля: Илиева в Големанов
- 2006
  - Антоний Аргиров – за изгряваща звезда: Стоян в Женско царство
- 2008
  - Най-добро представление: Валентинов ден
- 2009
  - Александър Кадиев – за изгряваща звезда: Бруно във Великолепният рогоносец
- 2010
  - Петя Стойкова – за сценография: Сухи сладки за черен следобед
  - Василена Атанасова – за поддържаща женска роля: Норма в Перла
  - Александър Кадиев – за изгряваща звезда: Херман в Дама Пика
- 2011
  - Петя Стойкова – за сценография: Дама Пика
  - Ирини Жамбонас – за главна женска роля: Ремей в Канкун

### Фестивал на малките театрални форми – Враца
- 1997
  - Илка Зафирова – I награда за женска роля: Божана в Пансион за кучета
  - Георги Русев – II награда за мъжка роля: Филип в Пансион за кучета
- 1998
  - Лидия Абаджиева – II награда за режисурата на Страданията на младия Вертер
- 2000
  - Владимир Пенев, Атанас Атанасов, Иван Петрушинов – I награда за мъжка роля: Серж, Марк и Иван в Арт
  - Пламен Марков – II награда за режисурата на Арт
- 2001
  - Колективна актьорска награда за Охранители
- 2002
  - Ицко Финци – за мъжка роля в Записки от подземието
- 2006
  - Илка Зафирова – за главна женска роля в Оскар и розовата дама
- 2011
  - Филип Аврамов – II награда за мъжка роля в „Канкун“ от Жорди Галсеран – копродукция на Малък градски театър „Зад канала“ – София и Драматичен театър „Н. О. Масалитинов“ – Пловдив.
  - Ирини Жамбонас – I награда за женска роля в „Канкун“ от Жорди Галсеран – копродукция на Малък градски театър „Зад канала“ – София и Драматичен театър „Н. О. Масалитинов“ – Пловдив.
- 2013
  - Илка Зафирова – I награда за ролята ѝ в Когато дъждът спря да вали
  - Пенко Господинов – II награда за ролята му в Когато дъждът спря да вали

### Благоевградски театрални празници
- 1997
  - Мария Сапунджиева – I награда за женска роля: Момичето в Таня, Таня
  - Явор Гърдев – I награда за режисура на Таня, Таня
- 2000
  - Владимир Пенев – II награда за мъжка роля: Серж в Арт
  - Атанас Атанасов и Иван Петрушинов – III награда за мъжка роля – Марк и Иван в Арт
  - Пламен Марков – III награда за режисурата на Арт
- 2012
  - Демонът от Скопие – отличие за цялостен спектакъл

### Друмеви театрални празници „Нова българска драма“
- 1999
  - Юрий Дачев – награда за драматургия на Вчерашни целувки
  - Бина Харалампиева – награда на Областната управа: за Казаларската царица
- 2003
  - Анета Сотирова – за женска роля: Елена в Салон за плач
- 2004
  - Ирини Жамбонас – за женска роля: Елена Петрашева в Поручик Бенц
- 2010
  - Маргарита Младенова – за режисура: Апокалипсисът идва в 6 вечерта
  - Асен Аврамов – за музика: Апокалипсисът идва в 6 вечерта
- 2011
  - Бина Харалампиева – награда за режисура за Рейс от Станислав Стратиев.
- 2012
  - Светлана Янчева – награда за женска роля в спектакъла Златни мостове и Секвоя от Константин Илиев, МГТ „Зад канала“
- 2013
  - Теди Москов – награда за режисура и награда за цялостен спектакъл за Недоразбраната цивилизация
  - Петя Стойкова – награда за сценография за спектаклите Господин Балкански на Младежки театър „Николай Бинев“ и Гарванът на Театър 199 „Валентин Стойчев“

### Фондация „Идея за театър“
- 1992
  - Награда за театър за артистично и свежо присъствие в театралния живот

### Фондация „Иван Димов“
- 2000
  - Христо Мутафчиев – награда за млад актьор: за ролята на Били в Куцльото от забутания остров
  - 2010
  - Александър Кадиев – за ролята на Бруно във Великолепният рогоносец

### Награди на Столична община за ярки постижения в областта на културата
- 2003
  - Бина Харалампиева – за режисура и за спектакъла Без кожа
- 2011
  - Бина Харалампиева – за театрален мениджмънт и режисура на „Канкун“

### Есенен международен театрален фестивал „Сцена на кръстопът“
- 2004
  - МГТ „Зад канала“ за активно участие и ярък принос в утвърждаване идеите на фестивала, за висок професионализъм, новаторски дух и вярност към традициите в театралното изкуство.
- 2010
  - Награда на Министерството на културата за театър с най-добър сезон и мениджмънт

### Награда „Златна муза“
- 2004
  - Галин Стоев – за Чайка
- 2010
  - Бина Харалампиева – за режисура на Дама Пика
- 2013
  - Юрий Дачев – за драматизациите на Дама Пика, Евгений Онегин и Кралят на мошениците

### Международен фестивал на моноспектаклите
- 2006
  - Илка Зафирова – Гранд При за ролята ѝ в моноспектакъла Оскар и розовата дама